# Theodoros Pallas
Theodoros Pallas (på græsk Θεόδωρος Πάλλας, født 30. november 1949 i Thessaloniki, død 9. august 2025  i  Athen ) var en græsk fodboldspiller (forsvarer).
Pallas spillede hele sin karriere i hjemlandet, hvor han primært var tilknyttet Aris Thessaloniki, som han spillede for i 14 år. Han spillede også hos Olympiakos, som han vandt to græske mesterskaber med.
Pallas spillede desuden, mellem 1971 og 1978, 31 kampe for det græske landshold.